# Bitconned: Det stora kryptobedrägeriet
Bitconned: Det stora kryptobedrägeriet är en amerikansk dokumentärfilm som hade premiär den 1 januari 2024 på strömningstjänsten Netflix. Filmen är regisserad av Bryan Storkel efter ett manus skrivet av Weston Currie och Jonathan Ignatius Green.

## Handling
Filmen kretsar kring tre män som drar nytta av den snabbt växande marknaden för kryptovaluta genom att lura till sig miljoner från olika investerare.

## Medverkande (i urval)
- Ray Trapani